# Vicariato apostolico di Gambella
Il vicariato apostolico di Gambella (in latino: Vicariatus Apostolicus Gambellensis) è una sede della Chiesa cattolica in Etiopia immediatamente soggetta alla Santa Sede. Nel 2022 contava 28.960 battezzati su 785.340 abitanti. È retto dal vescovo Roberto Bergamaschi, S.D.B.

## Territorio
Il vicariato apostolico comprende l'intera regione di Gambela e gran parte della zona di Illubabor nella regione di Oromia in Etiopia.
Sede del vicariato è la città di Gambella, dove si trova la cattedrale di San Giuseppe.
Il territorio è suddiviso in 14 parrocchie.

## Storia
La prefettura apostolica di Gambella è stata eretta il 16 novembre 2000 con la bolla Cum esset petitum di papa Giovanni Paolo II, ricavandone il territorio dalla prefettura apostolica di Gimma-Bonga (oggi vicariato apostolico).
Il 5 dicembre 2009 la prefettura apostolica è stata elevata al rango di vicariato apostolico con la bolla Annuntiat Dominus di papa Benedetto XVI.

## Cronotassi dei vescovi
Si omettono i periodi di sede vacante non superiori ai 2 anni o non storicamente accertati.
- Angelo Moreschi, S.D.B. † (16 novembre 2000 - 25 marzo 2020 deceduto)[3]
- Roberto Bergamaschi, S.D.B., dal 29 settembre 2020

## Statistiche
Il vicariato apostolico nel 2022 su una popolazione di 785.340 persone contava 28.960 battezzati, corrispondenti al 3,7% del totale.
| anno | popolazione | popolazione | popolazione | presbiteri | presbiteri | presbiteri | presbiteri                | diaconi | religiosi | religiosi | parrocchie |
| anno | battezzati  | totale      | %           | numero     | secolari   | regolari   | battezzati per presbitero | diaconi | uomini    | donne     | parrocchie |
| ---- | ----------- | ----------- | ----------- | ---------- | ---------- | ---------- | ------------------------- | ------- | --------- | --------- | ---------- |
| 2000 | 2.000       | 210.000     | 1,0         |            |            |            |                           |         |           |           | 4          |
| 2001 | 2.000       | 210.000     | 1,0         |            |            |            |                           |         |           |           | 4          |
| 2002 | 3.500       | 420.000     | 0,8         | 8          | 3          | 5          | 437                       |         | 8         | 7         | 4          |
| 2003 | 4.000       | 435.000     | 0,9         | 8          | 3          | 5          | 500                       |         | 8         | 6         | 6          |
| 2004 | 5.000       | 440.000     | 1,1         | 7          | 2          | 5          | 714                       |         | 8         | 7         | 6          |
| 2007 | 7.930       | 493.000     | 1,6         | 12         | 8          | 4          | 660                       |         | 9         | 8         | 8          |
| 2010 | 10.030      | 580.000     | 1,7         | 17         | 8          | 9          | 590                       |         | 12        | 10        | 10         |
| 2014 | 15.085      | 645.000     | 2,3         | 17         | 11         | 6          | 887                       |         | 9         | 11        | 11         |
| 2017 | 25.070      | 680.000     | 3,7         | 15         | 11         | 4          | 1.671                     |         | 7         | 6         | 11         |
| 2020 | 27.720      | 751.900     | 3,7         | 13         | 12         | 1          | 2.132                     |         | 1         | 5         | 13         |
| 2022 | 28.960      | 785.340     | 3,7         | 17         | 14         | 3          | 1.703                     |         | 10        | 5         | 14         |